# فلورنسا جيمس
فلورنسا جيمس (بالإنجليزية: Florence James)‏ (2 سبتمبر 1902 - 25 أغسطس 1993)؛ روائية نيوزيلندية.